# Галайда, Илья
Илья Галайда (1 августа 1931 — 10 августа 2017) — словацкий и украинский поэт, прозаик. Кандидат филологических наук. Жил и работал в Словакии.

## Биография
Родился 1 августа 1931 в селе Чертижне, Медзилаборце, Чехословакия, в крестьянской семье. Окончил гимназию в Гуменном, затем с 1952 года учился на философском факультете в Карловом университете (Прага). Продолжил обучение в Саратовском (1953—1955) и Московском (1955—1958) университетах. Окончил филологический факультет Московского университета.
В общежитии Илья познакомился со своей будущей женой Розалией родом из Грузии. Пара поженилась в 1957 году. Первенец Сергей родился в Баку, а дочь — уже в Чехословакии.
Работал в редакции журнала «Дружно вперёд». Защитил кандидатскую диссертацию на тему «Проблемы реализма в сказках Пушкина». В 1960—1999 годах работал доцентом на кафедре русского языка и литературы в Прешовском университете, Кошице.
Автор поэтических сборников «Вспышки» (1974), «Жажда сердца и земли» (1987), «Бессонница» (1986), «Горы, синие горы», «Баллада о трёх солнцах» (1991), «Печаль моя повседневная» (1994), прозаических книг «Когда идут дожди» (1980), «Ещё поёт жаворонок» и др.
Он являлся членом Ассоциации украинских писателей в Словакии, Ассоциации словацких писательских организаций и Национального союза писателей Украины. За свой вклад в литературу Илья Галайда получил премию Ивана Франко, а в 2010 году — международную литературную премию Ивана Кошеливца за рассказ «Слово про жаворонков».
Илья Галайда умер 10 августа 2017 года. Похоронен на кладбище в Пряшеве.

## Работы
- Галайда І. Балада про три сонця. — Братислава: Словацьке педагогічне видавництво; Пряшів: Відділ укр. літератури, 1991—126 с.
- Галайда І. Безсоння. — Братислава: Словацьке педагогічне видавництво, 1986. — 139 с.
- Галайда І. Моя печаль повсякденна. — Братислава: Словацьке педагогічне видавництво; Пряшів: Відділ укр. літератури, 1994. — 115 с.
- Галайда І. Тривогами дорога стелиться. — Пряшів: Видавництво EXCO, 2001. — 105 с.